# Olga Andrejewa
Olga Andrejewa (russisch Ольга Андреева, englische Transkription Olga Andreyeva; * 12. März 1993) ist eine ehemalige kasachische Leichtathletin, die sich auf den Sprint spezialisiert hat.

## Sportliche Laufbahn
Erste Erfahrungen bei internationalen Meisterschaften sammelte Olga Andrejewa im Jahr 2012, als sie bei den Juniorenasienmeisterschaften in Colombo in 56,03 s die Bronzemedaille im 400-Meter-Lauf gewann und in 25,05 s die Silbermedaille über 200 Meter gewann. Zudem siegte sie mit der kasachischen 4-mal-400-Meter-Staffel in 3:43,49 min. Anschließend schied sie bei den Juniorenweltmeisterschaften in Barcelona mit 55,96 s in der ersten Runde über 400 Meter aus und kam mit der Staffel mit 3:45,34 min nicht über den Vorlauf hinaus. Im Jahr darauf schied sie bei den Asienmeisterschaften in Pune mit 24,31 s in der Vorrunde im 200-Meter-Lauf aus und belegte mit der Staffel in 3:36,09 min den vierten Platz. 2014 gewann sie bei den Hallenasienmeisterschaften in Hangzhou in 55,74 s die Bronzemedaille über 400 Meter hinter der Iranerin Maryam Tousi und ihrer Landsfrau Julija Rachmanowa. Zudem siegte sie mit der Staffel in 3:42,45 min gemeinsam mit Elina Michina, Tatjana Jurtschenko und Julija Rachmanowa. Im selben Jahr beendete sie dann ihre aktive sportliche Karriere im Alter von nur 21 Jahren.
2011 wurde Andrejewa kasachische Meisterin in der 4-mal-400-Meter-Staffel.

## Persönliche Bestzeiten
- 200 Meter: 23,23 s (+1,8 m/s), 8. Juni 2013 in Bischkek
- 400 Meter: 53,69 s, 8. Juni 2013 in Bischkek
  - 400 Meter (Halle): 55,74 s, 15. Februar 2014 in Hangzhou